# Christopher Nkunku
Christopher Alan Nkunku (sinh ngày 14 tháng 11 năm 1997) là một cầu thủ bóng đá chuyên nghiệp người Pháp hiện đang thi đấu ở vị trí tiền vệ tấn công hoặc tiền đạo cho câu lạc bộ Chelsea tại Premier League và đội tuyển bóng đá quốc gia Pháp. 
Nkunku trưởng thành từ học viện đào tạo trẻ của Paris Saint-Germain và bắt đầu thi đấu chuyên nghiệp từ mùa bóng 2015-16. Anh giành được ba danh hiệu Ligue 1 và hai danh hiệu Cúp bóng đá Pháp trước khi chuyển đến RB Leipzig vào tháng 7 năm 2019. Anh giành được giải thưởng Cầu thủ xuất sắc nhất mùa giải Bundesliga và DFB-Pokal trong mùa giải 2021–22. Sau khi kết thúc mùa giải 2022-23 với danh hiệu Vua phá lưới Bundesliga, Nkunku chuyển đến Anh thi đấu cho Chelsea.
Nkunku từng thi đấu cho nhiều cấp độ đội tuyển trẻ của Pháp trước khi ra mắt đội tuyển quốc gia vào tháng 3 năm 2022.

## Đầu đời
Christopher Alan Nkunku sinh ngày 14 tháng 11 năm 1997 tại Lagny-sur-Marne, Seine-et-Marne. Anh bắt đầu chơi bóng tại đội bóng địa phương AS Marolles khi mới sáu tuổi. Năm 2009, anh chuyển đến Fontainebleau, nơi anh được các tuyển trạch viên của một số câu lạc bộ chuyên nghiệp chú ý. Mặc dù có vóc người nhỏ, anh được chú ý nhờ "tốc độ, kỹ thuật và khả năng qun sát trận đấu", như cựu hiệu trưởng trường bóng đá Fontainebleau, Norbert Boj, nhớ lại vào năm 2020. Anh có thể thi đấu ở mọi vị trí trên hàng tiền vệ nhờ vào "kỹ thuật cá nhân, nhưng đặc biệt là sự thông minh trong lối chơi".
Do bị cho là quá nhỏ con và nhẹ cân, Nkunku đã không được các câu lạc bộ Lens, Le Havre và Monaco chọn ký hợp đồng sau khi thử việc. Cuối cùng, Nkunku đã ký hợp đồng với Paris Saint-Germain. Nkunku tập luyện các ngày trong tuần ở đội trẻ INF Clairefontaine và chỉ thi đấu vào cuối tuần cho Paris Saint-Germain, cho đến khi anh chuyển hẳn đến đội bóng hàng đầu nước Pháp ở tuổi mười lăm.

## Sự nghiệp tại câu lạc bộ

### Paris Saint-Germain
Nkunku là thành viên của đội trẻ PSG giành vị trí á quân tại UEFA Youth League 2015-16. Anh được huấn luyện viên Laurent Blanc đôn lên đội một vào mùa hè năm 2015 cùng với Presnel Kimpembe và Jean-Kevin Augustin. Anh có trận ra mắt đội một vào ngày 9 tháng 12 năm 2015, khi vào sân thay cho Lucas Moura trong cuộc đụng độ tại Champions League của PSG với Shakhtar Donetsk.Anh ghi bàn thắng chuyên nghiệp đầu tiên trong chiến thắng 7–0 trên sân nhà trước Bastia ở Coupe de France vào ngày 7 tháng 1 năm 2017. Vào ngày 10 tháng 3 năm 2018, anh ghi cú đúp đầu tiên trong sự nghiệp thi đấu chuyên nghiệp, trong chiến thắng 5–0 trước Metz.
Trong thời gian gắn bó với PSG, Nkunku có 78 lần ra sân, ghi được 11 bàn thắng và có 4 kiến tạo, giành được 11 danh hiệu vô địch cùng PSG.

### RB Leipzig

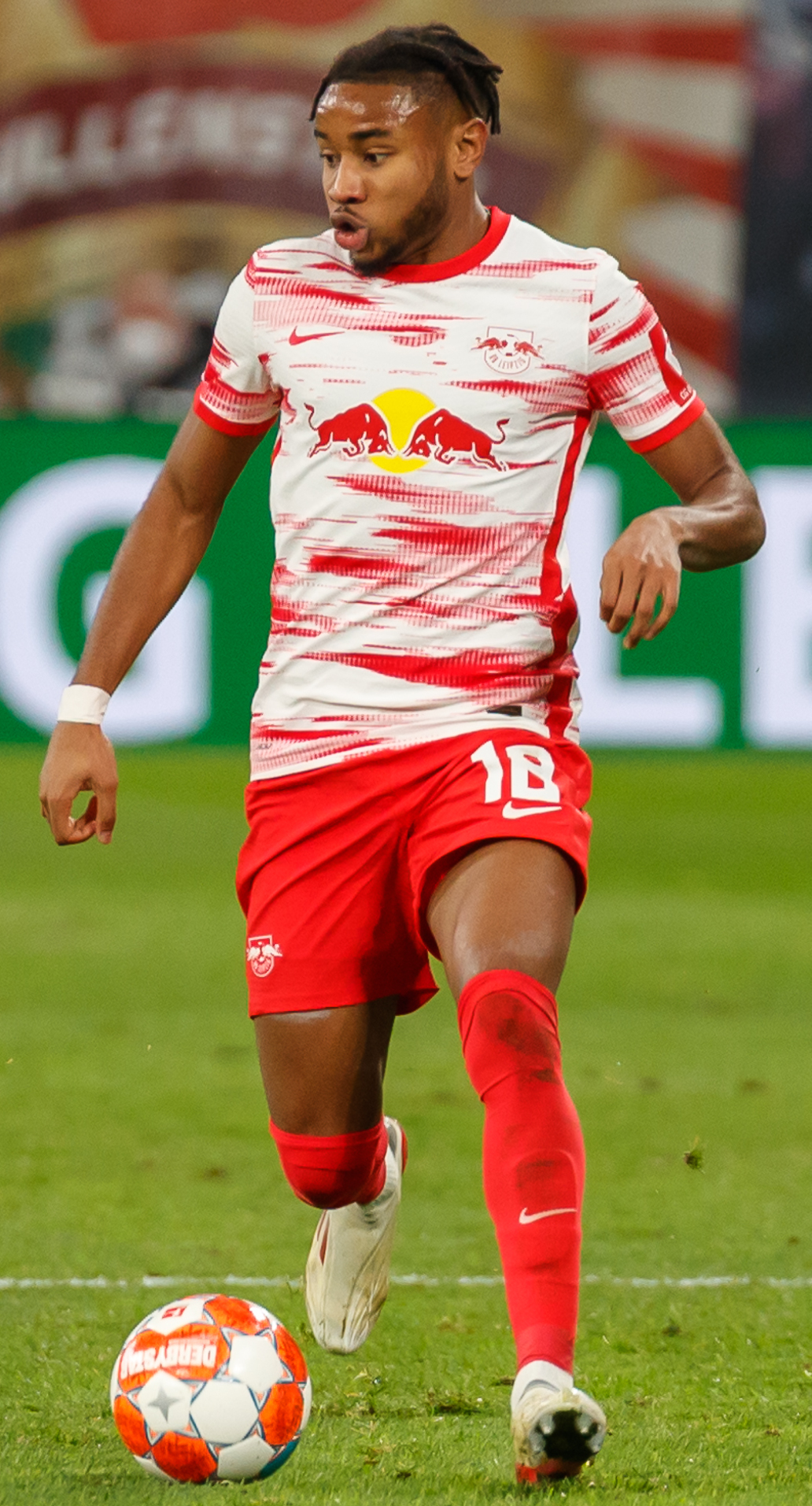
Nkunku thi đấu cho RB Leipzig năm 2021

Ngày 18 tháng 7 năm 2019, RB Leipzig xác nhận đã đạt được thỏa thuận chiêu mộ Nkunku từ PSG với hợp đồng đến năm 2023. Giá trị chuyển nhượng ước tính 13 triệu €. Anh ra mắt câu lạc bộ vào ngày 11 tháng 8 trong trận đấu DFB-Pokal với VfL Osnabrück, trận đấu kết thúc với chiến thắng 3–2 thuộc về Leipzig. Anh ra mắt Bundesliga sau đó một tuần, ghi bàn thắng đầu tiên tại giải đấu này trong trận đấu đầu tiên của mùa giải 2019–20 trong chiến thắng 4–0 trước Union Berlin.
Ngày 23 tháng 2 năm 2020, Nkunku đã góp đến 4 đường chuyền thành bàn trong chiến thắng 5-0 trên sân khách trước Schalke 04.

#### 2021-22
Trong trận ra quân bảng A Champions League 2021-22 với Manchester City ngày 15 tháng 9, Nkunku trở thành người đầu tiên trong lịch sử RB Leipzig ghi hat-trick ở Champions League và là cầu thủ thứ hai sau Lionel Messi làm được điều này vào lưới Manchester City ở sân chơi số một châu Âu cấp câu lạc bộ, nhưng không thể giúp đội bóng của anh tránh khỏi thất bại đậm 6-3. Ngày 25 tháng 9, anh lập một cú đúp bàn thắng và còn có một đường chuyền thành bàn cùng với đem về một quả phạt đền trong trận đấu Leipzig đè bẹp Hertha BSC 6-0. Ba ngày sau đó, Nkunku lập công mở tỉ số từ rất sớm ngay ở phút thứ 5 lượt trận thứ hai vòng bảng Champions League trước Club Brugge, nhưng đội bóng của anh sau đó lại bất ngờ để thua ngược 2-1.
Ngày 2 tháng 10, anh lập cú đúp chỉ trong vòng 5 phút đem về chiến thắng 3-0 trước VfL Bochum. Ngày 3 tháng 11, Nkunku ghi bàn vào lưới đội bóng cũ PSG giúp Leipzig kiếm được điểm số đầu tiên ở vòng bảng Champions League với tỷ số chung cuộc 2-2. Ba ngày sau đó, anh là ngôi sao sáng nhất trong cuộc đối đầu với Borussia Dortmund khi vừa ghi bàn mở tỷ số vừa kiến tạo cho Yussuf Poulsen ấn định chiến thắng 2-1.
Vào tháng 5 năm 2022, Nkunku giành giải Cầu thủ xuất sắc nhất mùa giải 2021–22 của Bundesliga sau khi ghi 20 bàn và kiến tạo 13 bàn sau 34 trận.

#### 2022-23
Ở trận đấu lượt 5 bảng F Champions League 2022-23 ngày 25 tháng 10, Nkunku ghi bàn nhưng đồng thời cũng là người phạm lỗi dẫn đến một bàn thua của Leipzig trong trận thắng 3-2 trước Real Madrid.
Kết thúc mùa giải 2022-2023, Nkunku có 16 bàn và sáu pha kiến tạo tại Bundesliga. Dù phải dưỡng thương một thời gian dài, nhưng với thành tích này anh vẫn kịp giành giải đồng Vua phá lưới với Niclas Füllkrug.

### Chelsea
Vào ngày 20 tháng 6 năm 2023, Nkunku ký hợp đồng 6 năm với Chelsea (bắt đầu từ ngày 1 tháng 7 năm 2023) với phí chuyển nhượng vào khoảng 52 triệu £. Tuy nhiên sau trận giao hữu tại Mỹ với Dortmund, vào ngày 8 tháng 8, Chelsea xác nhận Nkunku đã phẫu thuật chấn thương đầu gối và phải nghỉ thi đấu khoảng 16 tuần. Do đó phải đến ngày 10 tháng 12 năm 2023, anh mới có trận đấu chính thức đầu tiên cho Chelsea trong trận tứ kết Cúp EFL với Newcastle United và thực hiện thành công lượt sút luân lưu của mình để góp phần giúp Chelsea tiến vào vòng sau. Năm ngày sau đó, khi vào sân từ băng ghế dự bị trong trận đấu tại Ngoại hạng Anh với Wolverhampton Wanderers, anh có pha lập công đầu tiên trong màu áo Chelsea nhưng không đủ để giúp Chelsea tránh thất bại với tỉ số 2-1. Đến ngày 31 tháng 1, trong trận thứ tư của anh ở Ngoại hạng Anh, Nkunku có bàn thắng thứ hai nhưng lần này Chelsea đã để thua đậm Liverpool 4-1. Anh kết thúc mùa giải đầu tiên tại Chelsea với 3 bàn thắng, với bàn thắng sau cùng là pha lập công trong chiến thắng 2-1 trước Brighton ở trận đấu bù vòng 34 Ngoại hạng Anh ngày 15 tháng 5.

#### 2024-25
Ngày 22 tháng 8 năm 2024, Nkunku có pha lập công đầu tiên trong mùa giải mới trong trận lượt đi play-off tranh vé vào vòng bảng UEFA Conference League thắng Servette 2-0. Trong trận lượt về anh tiếp tục lập công nhưng Chelsea lại để thua 2-1. Ngày 14 tháng 9, Nkunku ghi bàn duy nhất của trận đấu ở phút 86 giúp Chelsea hạ chủ nhà Bournemouth ở vòng 4 Ngoại hạng Anh.
Ngày 24 tháng 9, Nkunku ghi hat-trick đầu tiên trong màu áo Chelsea khi Chelsea đè bẹp Barrow 5-0 tại vòng ba Cúp EFL 2024–25.

## Sự nghiệp đội tuyển quốc gia
Nkunku lần đầu tiên được triệu tập vào Đội tuyển bóng đá quốc gia Pháp cho các trận giao hữu với Bờ Biển Ngà và Nam Phi vào tháng 3 năm 2022. Anh có trận ra mắt đội tuyển quốc gia khi đá chính trong cuộc đối đầu Bờ Biển Ngà.

## Danh hiệu
Paris Saint-Germain
- Ligue 1: 2015–16, 2017–18, 2018–19
- Coupe de France: 2015–16, 2016–17, 2017–18
- Coupe de la Ligue: 2015–16, 2016–17, 2017–18
- Trophée des Champions: 2015, 2017, 2018, 2019

RB Leipzig
- DFB-Pokal: 2021–22, 2022–23

Chelsea
- UEFA Conference League: 2024–25
- FIFA Club World Cup: 2025